# 이맥류
이맥류(異脈類)는 나비목의 이맥하목(Heteroneura)에 속하는 곤충의 일반적 총칭이다. 현존하는 모든 나비와 나방의 99% 이상을 차지하는 자연분류군이다. 외공하목(Exoporia)의 자매군으로 보이며, 앞뒷날개의 맥이 다른 특징을 지니고 있다. 앞뒷날개의 맥이 거의 같은 등맥류(等脈類)와 대비하여 "이맥류"라고 부른다.

## 하위 분류
- 이맥하목 (Heteroneura)
  - 단문류 (Monotrysia)
    - 곡나방상과 (Incurvarioidea)
    - 안데스나방상과 (Andesianoidea)
    - 팔라이파투스상과 (Palaephatoidea)
    - 어리굴나방상과 (Tischerioidea)
    - 꼬마굴나방상과 (Nepticuloidea)

  - 이문군 (Ditrysia)
    - 시마이티스티스상과 (Simaethistoidea)
    - 곡식좀나방상과 (Tineoidea)
    - 가는나방상과 (Gracillarioidea)
    - 집나방상과 (Yponomeutoidea)
    - 뿔나방상과 (Gelechioidea)
    - 파생이문군 (Apoditrysia)